# The Vincent Lopez Show
The Vincent Lopez Show era un programa de televisión estadounidense, emitido inicialmente por la fenecida cadena DuMont y posteriormente por CBS. El programa fue emitido desde 1949 hasta 1951 por DuMont y desde febrero a marzo de 1957 en CBS.
Era un show musical y de variedades presentado por Vincent Lopez. El programa, producido y distribuido por DuMont, era emitido originalmente durante 15 minutos (6:45-7:00 p. m.) cada lunes, miércoles y viernes en la mayoría de las afiliadas a DuMont. En mayo de 1949, el programa fue expandido a 30 minutos y se emitía de lunes a viernes. DuMont canceló el programa en 1951. Seis años después, Lopez volvió a presentar un programa similar en CBS.
En la versión de DuMont el reparto permanente estaba compuesto por Ray Barr, Lee Russell, Barry Valentino, y Ann Warren; además, se presentaron celebridades como Arthur Tracy y Cab Calloway.
Un solo kinescopio de un episodio de 1950 existe en el Archivo de Cine y Televisión de la Universidad de California en Los Ángeles.